# Relaciones Estados Unidos-Indonesia
Las relaciones Estados Unidos-Indonesia son las relaciones diplomáticas entre Estados Unidos e Indonesia. Las relaciones entre las dos naciones son generalmente fuertes y cercanas. Ambos son países democráticos y cada nación reconoce recíprocamente la importancia estratégica de su contraparte.
La gente de Indonesia generalmente ha visto a los Estados Unidos bastante positivamente, con un 61% de los indonesios que ven a los Estados Unidos favorablemente en 2002, disminuyendo ligeramente a 54% en 2011, aumentando a 59% en 2014, y aumentando aún más al 62% en 2015.
Según el Informe de liderazgo global de EE. UU. de 2012, el 23% de los indonesios aprueba el liderazgo de EE. UU., con un 31% de desaprobación y un 46% de incertidumbre. Según una encuesta de 2014 BBC World Service, el 36% de los indonesios ve positivamente la influencia de los Estados Unidos, y el 47% expresa una opinión negativa.

## Visión general

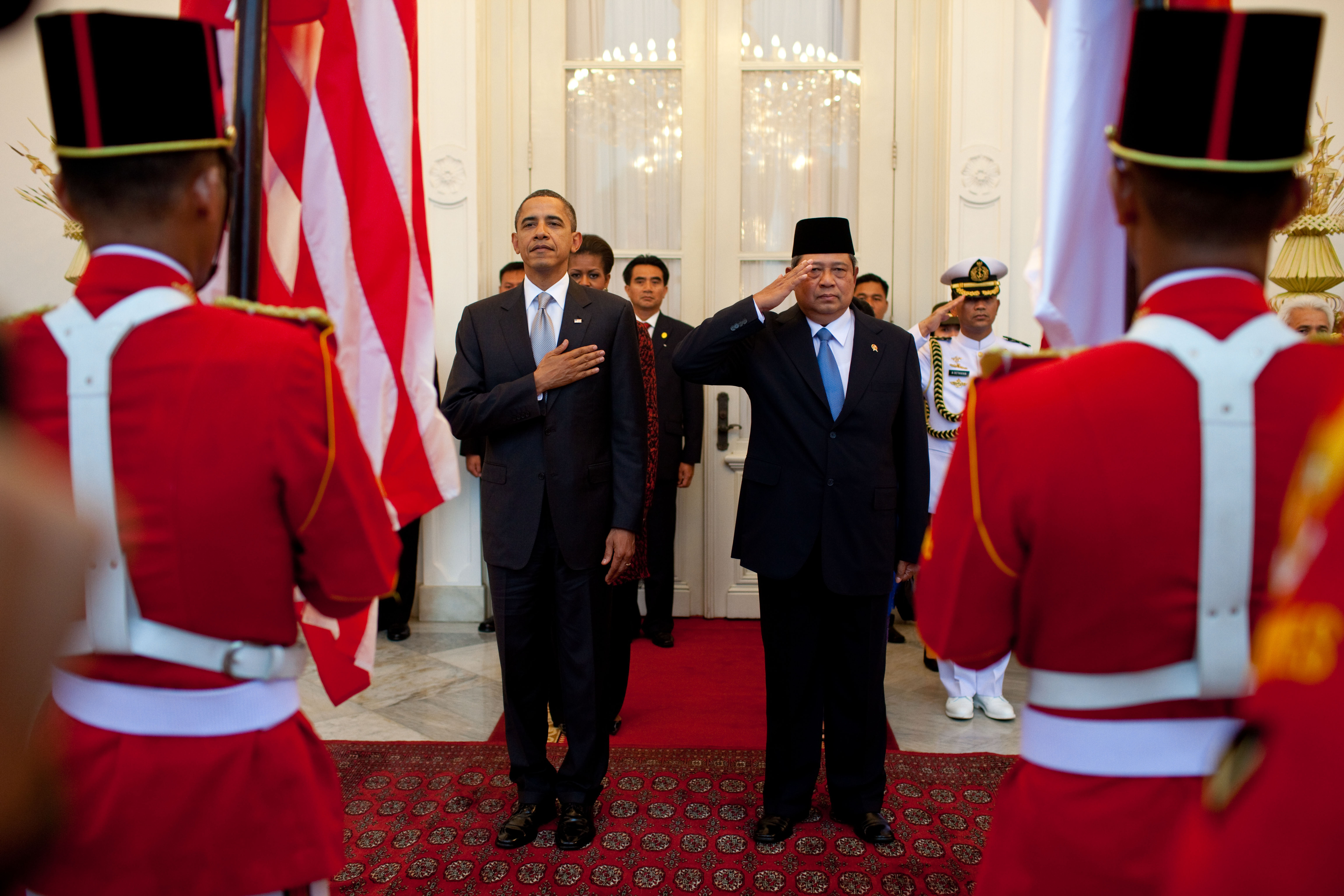
El presidente de los Estados Unidos Barack Obama y el sexto presidente de Indonesia Susilo Bambang Yudhoyono participan en la ceremonia de llegada al Istana Merdeka State Palace en Yakarta, Indonesia, el 9 de noviembre., 2010.

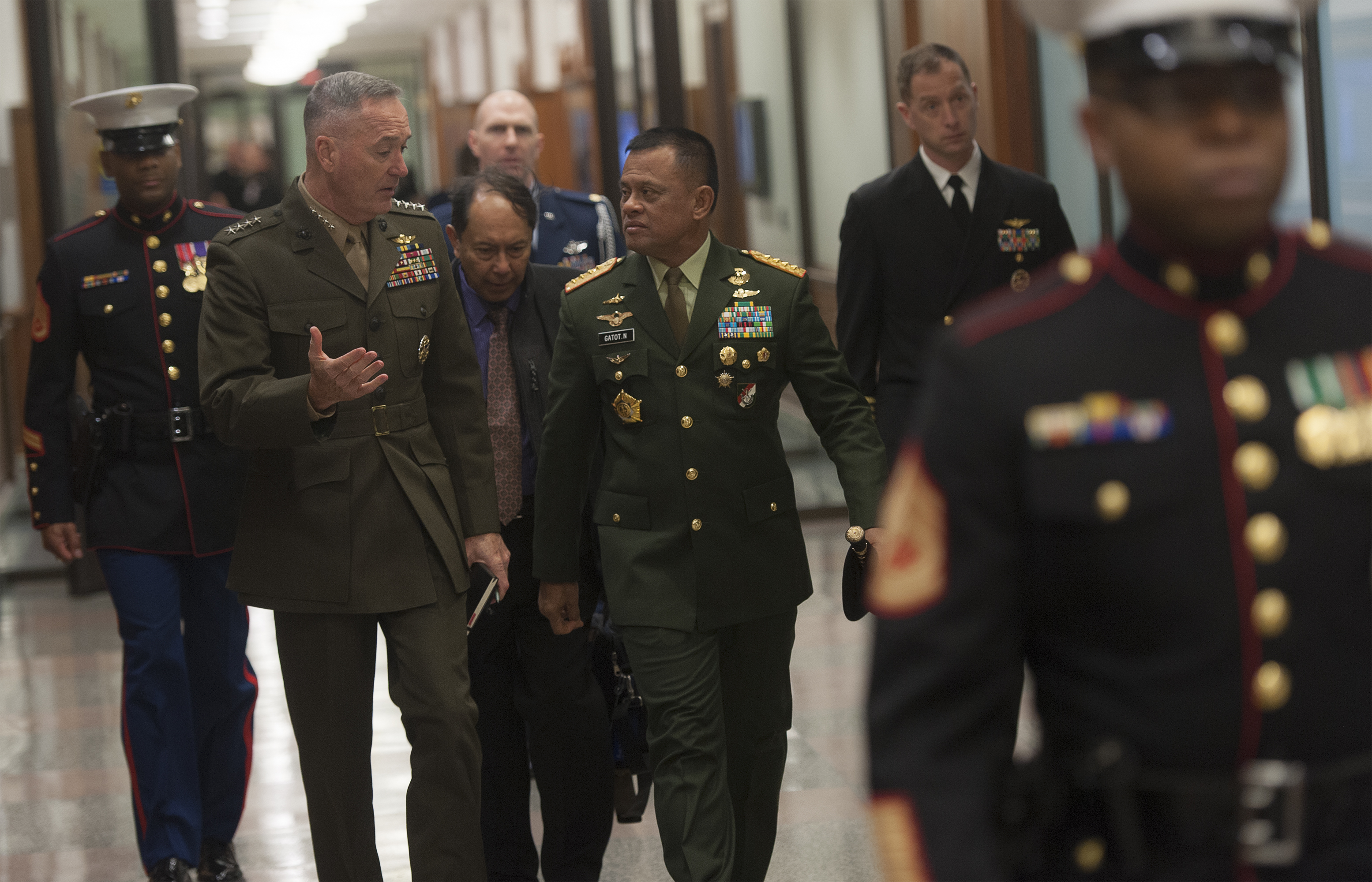
Gen. Joseph F. Dunford Jr. con Gen. Gatot Nurmantyo en El Pentágono durante la visita de estado de TNI Comandante de United Estados Unidos de América en 2017

Los Estados Unidos tienen importantes intereses económicos, comerciales y de seguridad en Indonesia. Sigue siendo un elemento clave de la seguridad regional debido a su ubicación estratégica a lo largo de una serie de estrechos marítimos internacionales clave, en particular el  Estrecho de Malaca. Las relaciones entre Indonesia y los Estados Unidos son en general positivas y han avanzado desde la elección del Presidente Yudhoyono en octubre de 2004.
Los Estados Unidos desempeñaron un papel en la independencia de Indonesia a fines de la década de 1940 y apreciaron el papel de Indonesia como un baluarte comunista durante la Guerra Fría. Las relaciones de cooperación se mantienen hoy, aunque ningún tratado formal de seguridad vincula a los dos países. Los Estados Unidos e Indonesia comparten el objetivo común de mantener la paz, la seguridad y la estabilidad en la región y participar en un diálogo sobre amenazas a la seguridad regional. La cooperación entre Estados Unidos e Indonesia en la lucha contra el terrorismo ha aumentado constantemente desde 2002, ya que los ataques terroristas en Bali (octubre de 2002 y octubre de 2005), Yakarta (agosto de 2003 y septiembre de 2004) y otras localidades regionales demostraron la presencia de organizaciones terroristas, principalmente [ [Jemaah Islamiyah], en Indonesia. Los Estados Unidos han acogido con satisfacción las contribuciones de Indonesia a la seguridad regional, especialmente su papel principal en ayudar a restaurar la democracia en Camboya y en mediar disputas territoriales en el Mar de China Meridional.
Los EE. UU. Están comprometidos a consolidar la transición democrática de Indonesia y apoyan la integridad territorial del país. No obstante, hay puntos de fricción en la relación política bilateral. Estos conflictos se han centrado principalmente en derechos humanos, así como en diferencias en la política exterior. El Congreso de los Estados Unidos suspendió la asistencia de entrenamiento militar a través de la Educación y Entrenamiento Militar Internacional (IMET) a Indonesia en 1992 en respuesta a un incidente del 12 de noviembre de 1991 en Timor Oriental cuando las fuerzas de seguridad indonesias dispararon y mataron a manifestantes timorenses. Esta restricción se eliminó parcialmente en 1995. Sin embargo, los programas de asistencia militar fueron nuevamente suspendidos a raíz de la violencia y la destrucción en Timor Oriental luego del referéndum del 30 de agosto de 1999 que favorecía la independencia.
Por separado, los Estados Unidos instaron al Gobierno de Indonesia a identificar y llevar ante la justicia a los perpetradores de los asesinatos de emboscada de agosto de 2002 de dos maestros estadounidenses cerca de Timika en la provincia de Papúa. En 2005, el Secretario de Estado certificó que la cooperación indonesia en la investigación del asesinato había cumplido con las condiciones establecidas por el Congreso, lo que permitió la reanudación de IMET en su totalidad. Ocho sospechosos fueron arrestados en enero de 2006, y en noviembre de 2006, siete fueron condenados.
En noviembre de 2005, el Subsecretario de Estado para Asuntos Políticos, bajo autoridad delegada por el Secretario de Estado, ejerció una disposición de Exención de Seguridad Nacional provista en la Ley de Apropiaciones de Operaciones Extranjeras para el año fiscal 2005 para eliminar las restricciones del Congreso al Financiamiento Militar Extranjero (FMF) y letal Artículos de defensa. Estas acciones representaron un restablecimiento de las relaciones militares normalizadas, lo que permitió a los EE. UU. Brindar un mayor apoyo a los esfuerzos de Indonesia para reformar a los militares, aumentar su capacidad para responder a desastres nacionales y regionales y promover la estabilidad regional.

### Derechos de los trabajadores
Con respecto a los derechos de los trabajadores, Indonesia fue objeto de varias peticiones presentadas en virtud de la legislación del Sistema Generalizado de Preferencias (SGP) que argumentaba que Indonesia no cumplía con las normas laborales reconocidas internacionalmente. Una revisión formal del SGP se suspendió en febrero de 1994 sin cancelar los beneficios del SGP para Indonesia. Desde 1998, Indonesia ha ratificado los ocho convenios fundamentales de la Organización Internacional del Trabajo sobre la protección de los derechos de los trabajadores reconocidos internacionalmente y ha permitido que los sindicatos se organicen. Sin embargo, la aplicación de las leyes laborales y la protección de los derechos de los trabajadores sigue siendo inconsistente y débil en algunas áreas. La lenta recuperación económica de Indonesia ha empujado a más trabajadores al sector informal, lo que reduce la protección legal y podría crear condiciones para aumentos en el trabajo infantil.

## Ayudas de desarrollo

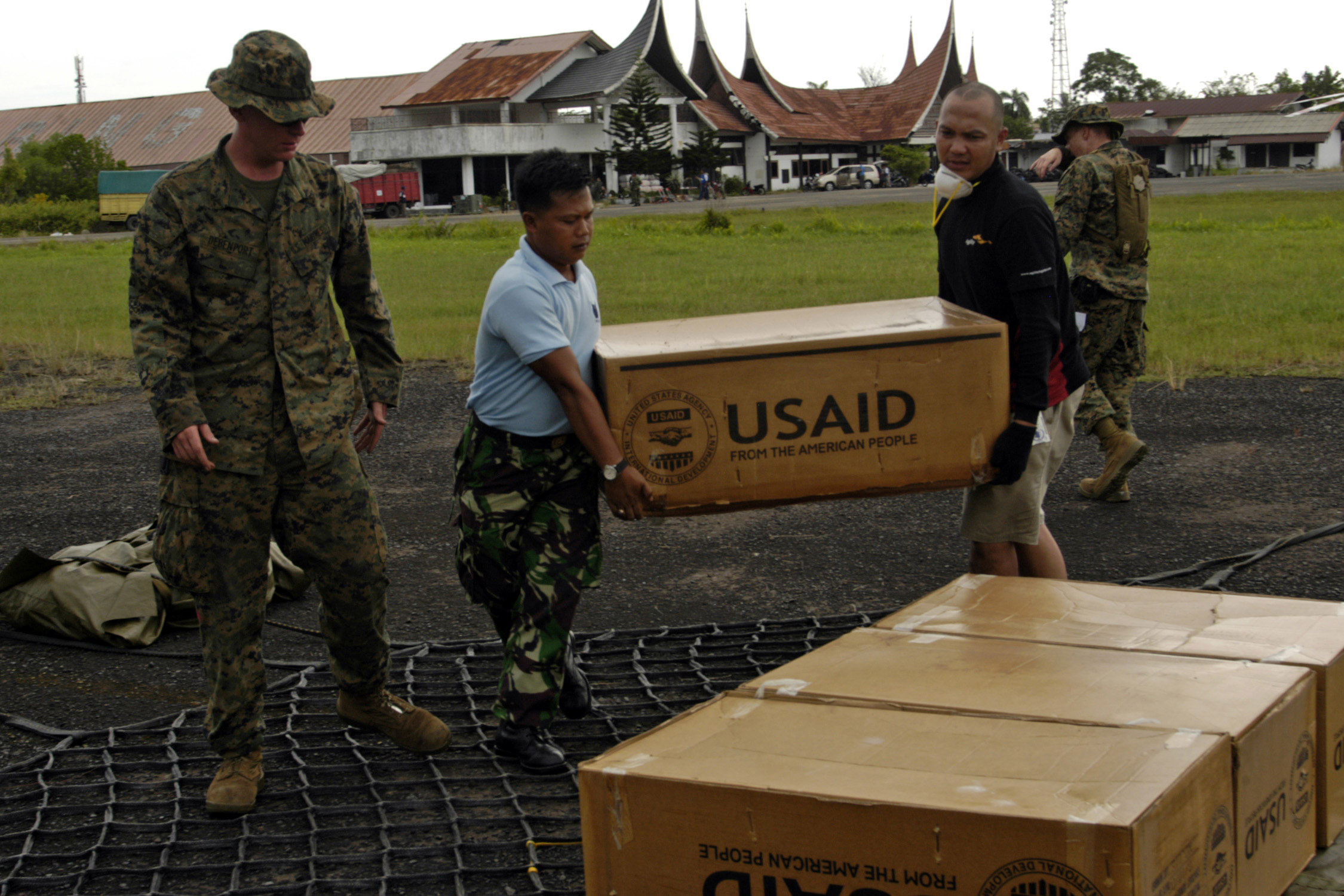
Los trabajadores cargan una red de carga de suministros de USAID después de terremotos de Sumatra 2009.

La Agencia de los Estados Unidos para el Desarrollo Internacional (USAID) y sus predecesores han brindado asistencia para el desarrollo a Indonesia desde 1950. La asistencia inicial se centró en las necesidades más urgentes de la nueva república, incluida la ayuda alimentaria, la rehabilitación de infraestructura, la atención médica y formación. Durante treinta años, entre 1967 y 2007, la ayuda de los Estados Unidos a Indonesia se proporcionó dentro de los arreglos de, primero, el Grupo Intergubernamental sobre Indonesia, y luego el Grupo Consultivo sobre Indonesia. A lo largo de la década de 1970, una época de gran crecimiento económico en Indonesia, la USAID desempeñó un papel importante para ayudar al país a lograr la autosuficiencia en la producción de arroz y reducir la tasa de natalidad. En la actualidad, los programas de asistencia de USAID se centran en la educación básica, la gobernabilidad democrática, la reconstrucción después del tsunami de 2004, el crecimiento económico, la salud, el agua, los alimentos y el medio ambiente.
Mejora de la calidad de la educación descentralizada.
En octubre de 2003, George W. Bush anunció una Iniciativa de educación indonesia de $ 157 millones para el período 2004-2009 para mejorar la calidad de la educación en Indonesia. Esta iniciativa es una piedra angular del programa de asistencia del Gobierno de los Estados Unidos en Indonesia, que responde directamente a las prioridades de Indonesia y refleja una participación conjunta entre Indonesia y los Estados Unidos. compromiso de revitalizar la educación para la próxima generación de líderes de Indonesia.
Gestión de la educación básica (MBE)
Desde el 2003, este proyecto ha trabajado con los gobiernos locales para fortalecer su capacidad para administrar efectivamente los servicios de educación básica en 20 distritos / municipios en Java Oriental y Central, Aceh y Yakarta. MBE también está trabajando con 10,000 educadores para mejorar la calidad de la enseñanza y el aprendizaje en los grados 1-9 a través de la capacitación de maestros en servicio, la participación comunitaria y la promoción de la gestión basada en la escuela. MBE llega directamente a 450 escuelas, el 20% de las cuales son madrassah y 140,000 estudiantes. A través de la difusión de buenas prácticas, los maestros de 2,000 escuelas adicionales recibieron capacitación el año pasado.
Educación Básica Descentralizada (DBE)
La Iniciativa de Educación de Indonesia aumentará la calidad de la educación básica en las escuelas primarias y secundarias, tanto públicas como privadas, y se centrará en tres resultados: (DBE1) Los gobiernos locales y las comunidades gestionan con mayor eficacia los servicios educativos; (DBE2) Mejorar la calidad de la enseñanza y el aprendizaje para mejorar el rendimiento de los estudiantes en materias clave como matemáticas, ciencias y lectura; y (DBE3) Los jóvenes adquieren habilidades de vida y trabajo más relevantes para competir mejor por empleos en el futuro. Oportunidades para niños vulnerables.
Este programa promueve educación inclusiva en Indonesia. Niños con necesidades educativas especiales son provistos de ayuda en escuelas públicas. Modelos replicables han sido desarrollados para expandir el programa.
Sesame Street Indonesia
Sesame Workshop, en Nueva York, está desarrollando y produciendo una nueva coproducción indonesia del galardonado programa de televisión dirigido a niños pequeños, con socios locales de Indonesia y fondos de USAID. Millones de niños indonesios estarán mejor equipados para comenzar la escuela. La primera temporada está programada para ser emitida a mediados de 2007.
Democracia efectiva y gobernanza descentralizada.
Este objetivo apunta a apoyar las reformas democráticas mediante el apoyo a la gobernanza local efectiva y responsable, abordar el conflicto y alentar el pluralismo (pluralismo) y consolidar las reformas democráticas a nivel nacional.
Mitigación del conflicto y apoyo a la paz.
USAID sigue siendo un donante clave que trabaja para mitigar el conflicto y apoyar la paz en áreas de conflicto, como Aceh,  Papúa, Sulawesi y Ambon. Las actividades de asistencia se centran en: la resolución / mitigación de conflictos; asuntos civiles-militares; desarrollo de medios de vida en zonas de conflicto; redacción y seguimiento de la legislación pertinente; y la asistencia de emergencia y posterior a los conflictos para las personas afectadas por conflictos.
Lucha contra la trata de personas
Los programas contra la trata de personas de USAID trabajan en estrecha colaboración con el Ministerio de Empoderamiento de las Mujeres y los grupos de la sociedad civil en la formulación de políticas, el desarrollo de programas, el apoyo a las víctimas y la difusión de información que contribuirá a reducir la trata de mujeres y niños en Indonesia.
Reformas del sector justicia
A través del Programa de Apoyo a la Reforma Democrática y el Programa de Reforma del Sector de la Justicia, los programas actuales del Sector de la Justicia de USAID brindan asistencia técnica y capacitación a jueces, fiscales y miembros del personal de la Corte Suprema, la Corte Constitucional y la Oficina del Fiscal General.
Fortalecimiento legislativo
Se proporciona asistencia técnica y capacitación para fortalecer las habilidades de redacción legislativa y jurídica de los parlamentarios, así como para brindar apoyo institucional a la Cámara Nacional de Representantes, al Consejo Nacional de Representantes Regionales, a los nueve consejos legislativos provinciales y a los 40 consejos legislativos a nivel de distrito. Las actividades incluyen la promoción de circunscripción y divulgación a los medios de comunicación; desarrollar la capacidad para redactar y analizar la legislación y los presupuestos operativos; creando coaliciones entre partidos; Alentando a las comisiones legislativas para que lleven a cabo sus funciones, y realicen la planificación estratégica.
El programa de apoyo al gobierno local.
Actualmente, asistiendo a 60 gobiernos locales, este programa trabaja para aumentar la responsabilidad y la transparencia del gobierno, fortalecer el proceso legislativo local, promover la participación ciudadana y la reforma de la función pública, y mejorar la prestación de servicios básicos.
Desarrollo de medios
En octubre de 2005, USAID financió un nuevo proyecto de desarrollo de medios titulado "Construyendo sobre las bases: Fortalecimiento de los medios de difusión profesionales, responsables y responsables en Indonesia". El objetivo del programa es crear medios de comunicación locales profesionales basados en información que respondan al desarrollo y la reforma de los distritos de Indonesia. El programa asiste a estaciones locales de radio en Sumatra del Norte, Aceh y Java, fomentando el diálogo sobre las regulaciones de los medios y brindando apoyo para los medios y la educación de los medios en Aceh.
Reconstrucción del Tsunami
El gobierno de los Estados Unidos fue uno de los primeros donantes en responder al desastre y sigue siendo uno de los principales contribuyentes a los esfuerzos de socorro y reconstrucción en Indonesia. A través de numerosas subvenciones a organizaciones no gubernamentales (ONG), organizaciones internacionales y agencias de la ONU, USAID ha ayudado a estabilizar la situación humanitaria en Aceh, a evitar una crisis de salud pública y a proporcionar servicios de socorro a los sobrevivientes.
Reconstrucción de viviendas e infraestructura clave
USAID está ayudando a las comunidades brindando un refugio muy necesario, trabajando con el gobierno de Indonesia para reconstruir la infraestructura clave y asegurando que la cartografía y la planificación adecuadas se consideren a través de la cooperación local.
Restauración de los medios de subsistencia
USAID permite a las comunidades dirigir el desarrollo de capacidades para beneficiar a las personas a nivel local. La Iniciativa de Recuperación Basada en la Comunidad de USAID está trabajando con 59 aldeas para organizar iniciativas locales de creación de capacidad.
Fortalecimiento de la capacidad y la gobernabilidad.
USAID está brindando asistencia para restaurar los servicios del gobierno local en Aceh, trabajando para aumentar la responsabilidad y la transparencia del gobierno, fortalecer el proceso legislativo local, promover el compromiso de los ciudadanos y la reforma de la administración pública, y mejorar la prestación de servicios básicos.
Crecimiento económico y creación de empleo.
La asistencia al gobierno de Indonesia y al sector privado se centra en crear empleos al mejorar el clima de negocios e inversión, combatir la corrupción, aumentar la competitividad en sectores clave y mejorar la seguridad del sistema financiero. USAID está trabajando con indonesios para garantizar que las generaciones futuras disfruten de un país cada vez más próspero, democrático y estable.
Clima de negocios y desarrollo empresarial.
Los esfuerzos para promover un clima de negocios legal y regulatorio transparente y predecible tienen como objetivo reducir los costos ocultos de hacer negocios, reducir la incertidumbre y promover el comercio, la inversión y la creación de empleos. USAID brinda asistencia técnica a los principales sectores de la industria en un esfuerzo por impulsar el crecimiento, las exportaciones, los empleos y la prosperidad. Estos esfuerzos impulsan una mayor productividad y competitividad nacional al forjar coaliciones más sólidas de defensores de la sociedad civil, pública y pública para el cambio legal, normativo y de políticas.
Seguridad y solidez del sector financiero.
USAID está trabajando para mejorar la supervisión de los intermediarios financieros bancarios y no bancarios a fin de promover la seguridad y la solidez en el sistema financiero y mejorar la transparencia y la gobernanza.
Mejora de la calidad de los servicios humanos básicos.
La Oficina de Servicios Humanos Básicos de USAID brinda asistencia a Indonesia a través de una estrategia integrada que combina servicios de salud, alimentación / nutrición, y gestión ambiental y de agua a nivel de distrito y de comunidad.
Servicios ambientales
Este programa apoya una mejor salud a través de una mejor gestión de los recursos hídricos y un mayor acceso a servicios de agua potable y saneamiento. Con un enfoque de cresta a arrecife, los socios mejoran la gestión de los recursos hídricos de las fuentes de las cuencas hidrográficas, a lo largo de los ríos, a través de las ciudades y hasta los arrecifes costeros. En la cuenca alta, el programa promueve el manejo forestal, la conservación de la biodiversidad y la planificación del uso de la tierra para proteger una fuente de agua limpia constante durante todo el año. Más abajo, el programa fortalece los servicios municipales de agua para mejorar y expandir los servicios de agua y saneamiento por tuberías a las comunidades. Los foros de partes interesadas vinculan a las comunidades aguas arriba y aguas abajo para crear un consenso sobre temas de gestión de agua y residuos. Las comunidades urbanas marginadas también se benefician de la introducción de agua potable segura a través de Air Rahmat, un producto de cloración para el hogar que se introduce en el mercado a través de una asociación público-privada.
Servicios de salud
Las mujeres, los recién nacidos y los niños son los principales beneficiarios de este programa integrado de salud pública. Al trabajar con el gobierno, las ONG y otros socios, USAID se centra en la salud materna, neonatal e infantil; salud reproductiva; nutrición; VIH / SIDA, tuberculosis, malaria; y la descentralización del sector salud. Los comportamientos de búsqueda de salud mejorados dentro de las comunidades vinculan las intervenciones clave de promoción de la higiene, como lavarse las manos con jabón, para reducir las enfermedades diarreicas, una de las principales causas de muerte infantil. Las nuevas iniciativas abordan los desafíos de la reaparición de la poliomielitis y el brote de influenza aviar en Indonesia.
Comida y nutrición
Al mejorar el estado nutricional de los indonesios, la asistencia alimentaria de USAID se dirige a las comunidades pobres. Estas actividades afectan directamente a mujeres y niños a través de actividades específicas de alimentación suplementaria y educación nutricional. El programa de asistencia alimentaria trabaja con las aldeas para construir letrinas públicas, instalaciones de lavado, estaciones de agua protegidas y para organizar esfuerzos de eliminación de desechos sólidos para proteger mejor la salud de la comunidad. Más de un millón de personas serán beneficiarios directos de la asistencia alimentaria de USAID en virtud de este programa.

### En América
En diciembre de 2010, Estados Unidos se acercó a los jóvenes indonesios estableciendo @América, una operación interactiva de alta tecnología anunciada como la sucesora de la era digital del venerable Centro Cultural Americano. También es el último esfuerzo de la diplomacia pública estadounidense para ganarse a los jóvenes extranjeros, especialmente en los países musulmanes. @América, representa el primer intento del gobierno de los Estados Unidos de crear un centro cultural de pleno derecho desde los ataques del 11 de septiembre de 2001.
@América es un centro cultural de vanguardia del siglo XXI donde los visitantes pueden explorar y experimentar los Estados Unidos y expresar sus pensamientos e ideas sobre los Estados Unidos. En @América, los visitantes pueden descubrir la tecnología más avanzada y aprender más sobre los Estados Unidos. A través de discusiones, charlas por Internet, presentaciones culturales, debates, concursos y exposiciones, los visitantes pueden experimentar lo mejor de América: sus ideales, creatividad y diversidad. Este Centro Cultural Americano, ubicado en el tercer piso de  Pacific Place Mall, Sudirman Central Business District, Yakarta. La tecnología en exhibición, una versión gigante y sobrealimentada de Google Earth llamada Liquid Galaxy, decenas de iPads que están disponibles para probar, monitores interactivos que explican el Black History Month - encantó a los adolescentes.

## Misiones diplomáticas
La Embajada de los Estados Unidos en Indonesia se encuentra en Yakarta. Hay consulados generales de los Estados Unidos en Surabaya (oficial principal: Caryn R. McClelland) y en Medan, Sumatra del Norte (oficial principal: Sean Stein). Hay una agencia consular de los Estados Unidos en Bali.
La Embajada de Indonesia en los EE. UU. Está ubicada en Washington D. C., con consulados generales en Nueva York, San Francisco, Los Ángeles, Chicago y Houston.

### Funcionarios principales de la embajada de los Estados Unidos

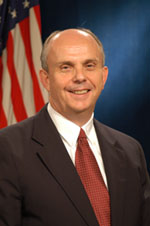
Joseph R. Donovan Jr., Embajador de los Estados Unidos en Indonesia.

- Embajador--Joseph R. Donovan Jr.

## Cooperación militar
En 2010, Estados Unidos eliminó la prohibición de los contactos militares con Kopassus, un [Indonesia [fuerzas de operaciones especiales]] involucrado con abusos de los derechos humanos en la década de 1990.
En enero de 2018 visitó Yakarta,  Secretario de Defensa James Mattis declaró que Indonesia era un punto de apoyo marítimo en la región Asia-Pacífico y quería a Indonesia y Estados Unidos. Los Estados cooperarán en cuestiones de seguridad marítima. Durante esa misma visita, el secretario Mattis dijo que creía que Kopassus se había reformado lo suficiente como para justificar un mayor contacto con Estados Unidos.

### Ventas militares
Los Estados Unidos son un importante proveedor de equipos militares para Indonesia, incluidos los helicópteros Boeing AH-64 Apache y el F-16 Fighting Falcon. A partir de enero de 2018, Indonesia está explorando la compra de un adicional de 48 aviones F-16, por hasta 4.500 millones de dólares.